# Едірне (провінція)
Едірне (тур. Edirne) — провінція в Туреччині, розташована на північному заході країни. Столиця — місто Едірне.

## Географія
Провінція розташована на території історичного регіону Східна Фракія. На заході по річці Мариця межує з Грецією, на півночі з Болгарією. На півдні провінція омивається водами Мармурового моря. Населення — 406 855 жителів (дані на 2017 рік). У найбільшому місті проживає 119 000 жителів.

### Адміністративний поділ
Провінція складається з 9 районів — ільче (тур. ilçe). Столичний ільче виділений жирним шрифтом:
- Едірне (тур. Edirne);
- Хавса (тур. Havsa);
- Енез (тур. Enez);
- Іпсала (тур. İpsala);
- Кешан (тур. Keşan);
- Лалапаша (тур. Lalapaşa);
- Мерич (тур. Meriç);
- Сюльоглу (тур. Süloğlu);
- Узункьопрю (тур. Uzunköprü)